# Hiatus aortique
Le hiatus aortique (ou orifice aortique du diaphragme) est un orifice fibreux postérieur du diaphragme.

## Description
Le hiatus aortique est situé légèrement à gauche de la ligne médiane, en arrière et en dessous du hiatus œsophagien et au niveau de la douzième vertèbre thoracique.
Il est bordé par une arcade tendineuse formée par le prolongement du ligament arqué médian et les tendons des piliers du diaphragme.

## Anatomie fonctionnelle
Le hiatus aortique permet le passage entre le thorax et l'abdomen de l'aorte, de la veine azygos et du canal thoracique.
Le hiatus aortique est le seul orifice entre le thorax et l'abdomen qui ne traverse pas directement le diaphragme musculaire. Il correspond à un espace entre les piliers du diaphragme. Ceci évite la compression de l'aorte pendant les mouvements respiratoires.